# Dasydorylas horridus
Dasydorylas horridus är en tvåvingeart som först beskrevs av Becker 1898.  Dasydorylas horridus ingår i släktet Dasydorylas och familjen ögonflugor. Inga underarter finns listade i Catalogue of Life.